# 柳林瑋
柳林瑋（1983年9月20日—），臺灣醫師，保健品品牌「MedPartner」（美的好朋友）創辦人，雙姓柳林。台灣醫學生聯合會幹部，2009年推動外國醫事學歷一律學歷認證，外界稱「反波波大遊行」總指揮。2013年7月與另外38位互不相識、各行各業的網友發起公民1985行動聯盟（1985聯盟）、2013年11月與林祖儀共同創辦沃草有限公司（沃草）。
柳林瑋曾以1985聯盟名義募款三十萬元中飽私囊，東窗事發後被1985聯盟告發，涉案後向臺北市柯文哲市府口頭請辭公民參政委員會委員獲准，2015年12月17日臺北地檢署偵結柳林瑋被控詐欺、侵占案，2016年3月23日臺北地檢署依職權將全案送臺灣高等檢察署再議後，臺灣高等檢察署駁回再議案，緩起訴處分確定。2017年後接連被三位女子提告強吻、撫摸、擁抱等性騷擾，一審地方法院認定柳林瑋對三名女子猥褻均有罪，共判處一年六個月有期徒刑，二審高等法院認為僅第一案成立，判刑八月，2022年9月最高法院駁回上訴定讞，同年11月17日向宜蘭地檢署報到入監。

## 經歷
- 柳林瑋曾就讀中央警察大學鑑識科學學系遭到退學，柳林瑋說他是因為欽慕警大畢業的鑑識專家李昌鈺，但就讀警大後發現志趣不合，兩年半後休學，重考上醫科，但有警大的同學爆料，柳林瑋是被「退學」，原因是涉及亂搞男女關係，還散布性愛裸照；另外還涉嫌侵占南亞海嘯募款，校方才會將他退學[7]，被爆料後，柳林瑋立刻改口承認自己是被退學，而非先前所稱的「自行休學」，他說，因警察大學為公費學校，若自願退學需賠償公費，勒令退學則不需要，故選擇被校方退學。柳林瑋並解釋，他退學的原因是，他曾與校外人士發生糾紛，但並未說明究竟與何人發生何種糾紛。

- 柳林瑋曾就讀高雄醫學大學醫學系，亦曾任臺灣醫學生聯合會幹部六年。在擔任台灣醫學生聯合會醫學教育部部長時，發起531大遊行，反對中華民國教育部承認醫學生的波蘭學歷。[8]

- 柳林瑋服兵役時擔任義務役軍醫預官，在陸軍六軍團砲兵第二一指揮部砲二營營部連服役，擔任軍醫官兼醫務組組長；並於軍中設立「戒菸門診」，登上國防部政治作戰局《奮鬥月刊》第716期。[9]服役期間砲二營營長王心寬因為質疑柳林瑋未出席操課，對其怒罵粗話，但柳林瑋實際是按規定在醫務所執勤。退伍後，柳林瑋在多名同僚作證下，控告王心寬公然侮辱，桃園地方法院判處王心寬拘役二十日，得易科罰金。柳林瑋表示，他提告的目的並不是針對營長，畢竟營長與他無冤無仇，甚至在退伍後人生也不會與他再有交集；提告是要針對「國軍制度」，希望這個判決能引起國防部重視，軍中所發生的任何事，都該循正常管道處理，而不是用言語或身體霸凌，他是醫官都會遇到這樣的事，更何況是一般的小兵。[10]

- 2014年11月23日柳林瑋在個人臉書聲稱蔣中正化名為「石岡一郎」[a][11]，臉書群組「公民醒不醒」刊登文章：「蔣中正先生真的有日文化名嗎？」[12]，該文考究在維基百科蔣中正條目所提及名稱石田雄介的當時唯一參考來源《蔣中正先生與台灣》。該文指出《蔣中正先生與台灣》沒有這個名稱的記載。該文的作者請教了劉維開和黃自進兩名教授，前者表示沒有看過相關資料，後者則認為沒有必要另設日本化名，與一般認為在日本長期生活有日本名也是正常的看法相反，黃自進教授還稱蔣中正創辦軍聲雜誌首次以「介石」名義發布文章後沒有再用其他名字[13]。

- 媒體報導柳林瑋以公民1985行動聯盟（1985聯盟）名義向外募款，一次對外募款三十萬元，被某位金主發覺並未上繳至1985聯盟，質問柳林瑋。1985聯盟認為可疑，懷疑30萬元被柳林瑋侵吞。1985聯盟立即向臺北地檢署告發柳林瑋。柳林瑋表示「相關指控絕非事實，本人靜待日後一切檢驗」，卻沒有提出証據反駁。不久，柳林瑋表示確實有相關金流進出，檢察官審酌柳林瑋認罪，予以緩起訴，條件是捐給國庫40萬元及義務勞務60小時。[14][15][16]

- 6月6日，因「管理財務出現重大錯誤」遭沃草解職[17]。柳林瑋遭指控將新臺幣200萬元轉至個人帳戶，而先前「國會無雙2.0」募得的新臺幣492萬餘元，亦是匯入柳林瑋的個人帳戶，共計新臺幣692萬元。柳林瑋回應，這只是「便宜行事」，將新臺幣200萬元匯到自己的帳戶，比較方便作業，他絕非想要侵占公款[3]。

- 柳林瑋遭爆以沃草公司名義，租Lexus名車作為自己的代步工具[18]，更有甚者，還不實申報沃草聘僱員工的勞保、健保、薪資，大量溢報員工薪資，有許多員工被溢報薪資、短少勞保；有人質疑柳林瑋是否中飽私囊，柳林瑋並不回應。如有一位編輯應徵時，應徵條件為月薪三萬元以上，後柳林瑋卻逕自改為時薪120元，相當於月薪2.2萬元，該編輯反應後，柳林瑋才願意給予日薪一千元，該編輯工作五十四日之後覺得志趣不符，拿了5.4萬元薪水離職，但收到扣繳憑單時，卻發現柳林瑋向政府報他拿了6.6萬元，他質問柳林瑋，為何溢報1.2萬元？柳林瑋含糊表示「那可能是多給你的資遣費」，但編輯沒拿到一文錢的資遣費；最後柳林瑋無話可說，只用「寫錯了」三個字應付該位編輯。還有一名員工，有四個月時間的勞保未獲得沃草投保[19]。

- 柳林瑋於2015年初不滿菸害防制倡議團體要求課徵「菸稅」，卻遭衛生福利部國民健康署阻擋，在臉書怒批時任國民健康署長的邱淑媞「無恥、不要臉」，並指國健署堅持推「菸品健康福利捐」取代，是要拿來當成「你國民黨選舉的金庫」，特別是在邱競選宜蘭縣長時，國民健康署突然在宜蘭地區大量投放相關廣告，且都提到邱的名字，因而被國健署提告侮辱公署；台北地檢署認為柳林瑋是針對政策評論，且證據充足，沒有侮辱公署犯意，因而將他不起訴。[20]
- 柳林瑋於2015年6月退出簡訊設計行銷的股東。[21]

- 2017年4月，柳林瑋被一名林姓女性在網路上指控性騷，甚至還強吻，柳林瑋稱，「並沒有強吻這件事情發生，我跟她沒有任何違背她意願的肢體接觸。」，但為了證明自己清白、以及不斷出現的惡意中傷，他只好被迫對林小姐提告，但若她願意撤文，他也會同步撤告。與柳林瑋合作的「溫柔革命團隊」，已聲明要終止與柳林瑋的「聯名」[22][23]

- 2018年7月「美的好朋友」在粉絲專頁發表將與「律師談吉他」共同成立「法律好朋友」[24]

- 2019年5月 「美的好朋友」離職編輯（小編）爆「美的好朋友不告訴你的事」[25]，團隊實際上只有創辦人柳林瑋一人是醫師，文章全是兩名員工「化學碩士」、「公衛碩士」匿名發布，並無醫師或藥師背景，粉絲以為有很多的專業人士，都是假象。團隊雖宣稱絕不業配、自主尋找優質廠商，卻球員兼裁判，自己開分身來推產品。小編是團隊創始員工，但他不滿柳林瑋灌輸員工「真實是被建構出來的」，要求監控輿論、操縱言論，所以常與柳發生衝突，如今小編終於被趕走，又不滿柳捲入性侵案，決定揭露，表示未來恐怕要被「法律好朋友」追殺。[26]。
- 2019年10月，臺北地檢署在偵辦柳林瑋猥褻林女一案時發現，柳林也透過類似手法猥褻其他兩名女子，故針對其觸犯三個強制猥褻罪提起公訴。[27]
- 2022年11月台北地方法院認定3名被害人所述非虛構，依3個強制猥褻罪，各判處柳林瑋8月、8月、9月徒刑，應執行1年6月徒刑。台灣高等法院認定柳林瑋強制猥褻A女，判刑8月；B女、C女部分因罪證不足，改判無罪。最高法院駁回上訴定讞。[28]

## 外部連結
- Wei Liu Lin的Facebook專頁